# Swaption
Swaptions sind im Finanzwesen Optionen, die es dem Käufer gegen die Zahlung einer einmaligen Prämie erlauben, zu einem bestimmten Zeitpunkt (europäische Swaption), bis zu einem bestimmten Zeitpunkt (amerikanische Swaption, extrem selten) oder zu festgelegten aufeinanderfolgenden Zeitpunkten (Bermuda-Swaption) in einen Zinsswap einzutreten. Der Swap ist hinsichtlich seiner Laufzeit und Zinshöhe festgesetzt. 

## Arten von Swaptions
Man unterscheidet zwischen Payer-Swaptions und Receiver-Swaptions:
- Receiver-Swaption (selten auch: Put Swaption genannt): Der Käufer einer Receiver-Swaption hat das Recht, in einen Swap einzutreten, in dem er einen festen Zinssatz empfängt und einen variablen Zinssatz zahlt. Die Receiver-Swaption ist eine Absicherung gegen fallende Zinsen.

- Payer-Swaption (selten auch: Call Swaption genannt): Der Käufer einer Payer-Swaption hat das Recht, in einen Swap einzutreten, in dem er einen festen Zinssatz zahlt und einen variablen Zinssatz empfängt. Die Payer-Swaption ist eine Absicherung gegen steigende Zinsen.

Die Begriffe „Call“- und „Put“-Swaption sind in der Praxis eher unüblich und die Verwendung in der Literatur ist uneinheitlich.

## Ausübung von Swaptions
Beim Swap Settlement (oder Physical Settlement) treten Käufer und Verkäufer der Swaption im Falle der Ausübung in einen Zinsswap ein.
Beim Cash Settlement bezahlt der Verkäufer dem Käufer den aktuellen Barwert des Zinsswaps. Dieser ergibt sich durch Abzinsung der Differenz zwischen vereinbartem Festsatz (Strike der Swaption) und dem aktuell am Swapmarkt gehandelten Festsatz (aktueller Swapsatz). Im Euroraum herrscht dabei die Konvention vor, mit dem aktuellen Swapsatz abzuzinsen, d. h. keine Abzinsung an der Zinskurve.

## Optionspreisberechnung
Eines der meistverbreiteten Modelle zur Bewertung der europäischen Swaptions ist das klassische Modell von Fischer Black aus dem Jahre 1976. Es ist gerade wegen der leichten Verständlichkeit und der einfachen Implementierung auch heute noch sehr populär. Das Modell wurde ursprünglich von Fischer Black und Myron Samuel Scholes im nach ihnen benannten Black-Scholes-Modell im Jahre 1973 für die Bewertung von Aktienoptionen entwickelt und unterstellt logarithmisch-normalverteilte Aktienkurse. Durch die Anwendung dieses Modells bei der Bewertung von Swaptions wird die Annahme der Lognormalverteilung der Aktienkurse auf die Veränderungen der Swaprate übertragen.
Der Preis für eine Payer Swaption mit Cash Settlement {\displaystyle c} ergibt sich wie folgt:
{\displaystyle c=a\cdot e^{-rT}\left[FN(d_{1})-XN(d_{2})\right]}
Der Preis für eine Receiver Swaption mit Cash Settlement {\displaystyle p} ergibt sich wie folgt:
{\displaystyle p=a\cdot e^{-rT}\left[XN(-d_{2})-FN(-d_{1})\right]}
mit:
{\displaystyle d_{1}={\frac {\ln \left({\frac {F}{X}}\right)+\left({\frac {\sigma ^{2}}{2}}\right)T}{\sigma {\sqrt {T}}}}\quad {\text{und}}\quad d_{2}=d_{1}-\sigma {\sqrt {T}}}
{\displaystyle a={\frac {1-\left(1+{\frac {F}{m}}\right)^{-t\cdot m}}{F}}}
- {\displaystyle t} = Laufzeit des Swaps (in Jahren)
- {\displaystyle F} = Forward rate des Swaps
- {\displaystyle X} = der Strike, d. h. der vertraglich vereinbarte Festsatz des Swaps
- {\displaystyle r} = risikofreier Zinssatz
- {\displaystyle T} = Laufzeit der Option (in Jahren bis zur Ausübung)
- {\displaystyle \sigma } = Implizite Volatilität der Forward rate des Swaps
- {\displaystyle m} = Zahlungsfrequenz des Festsatzes (1 = jährlich, 2 = halbjährlich)